# Il duello (Conrad)

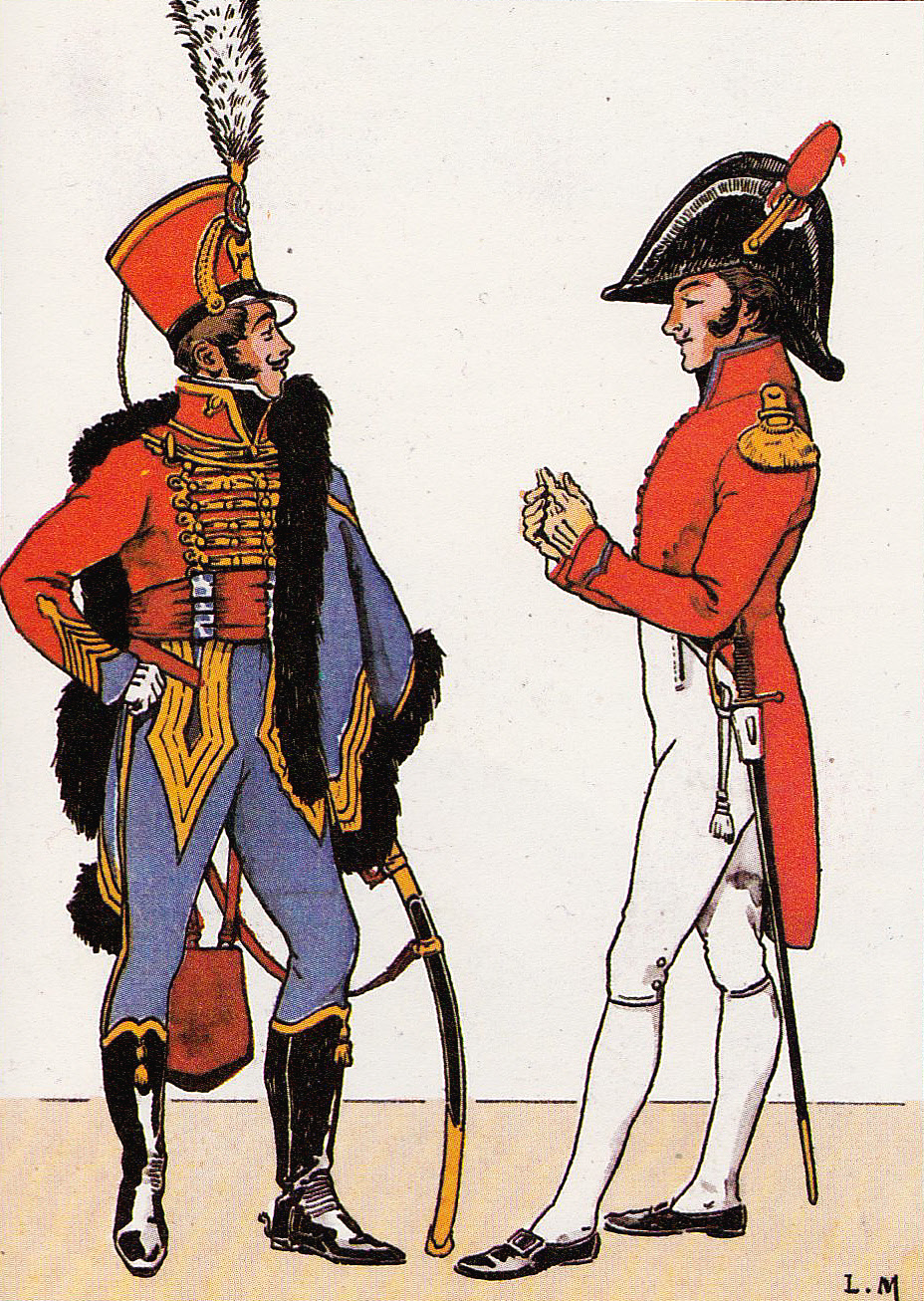
Ufficiali degli ussari in età napoleonica

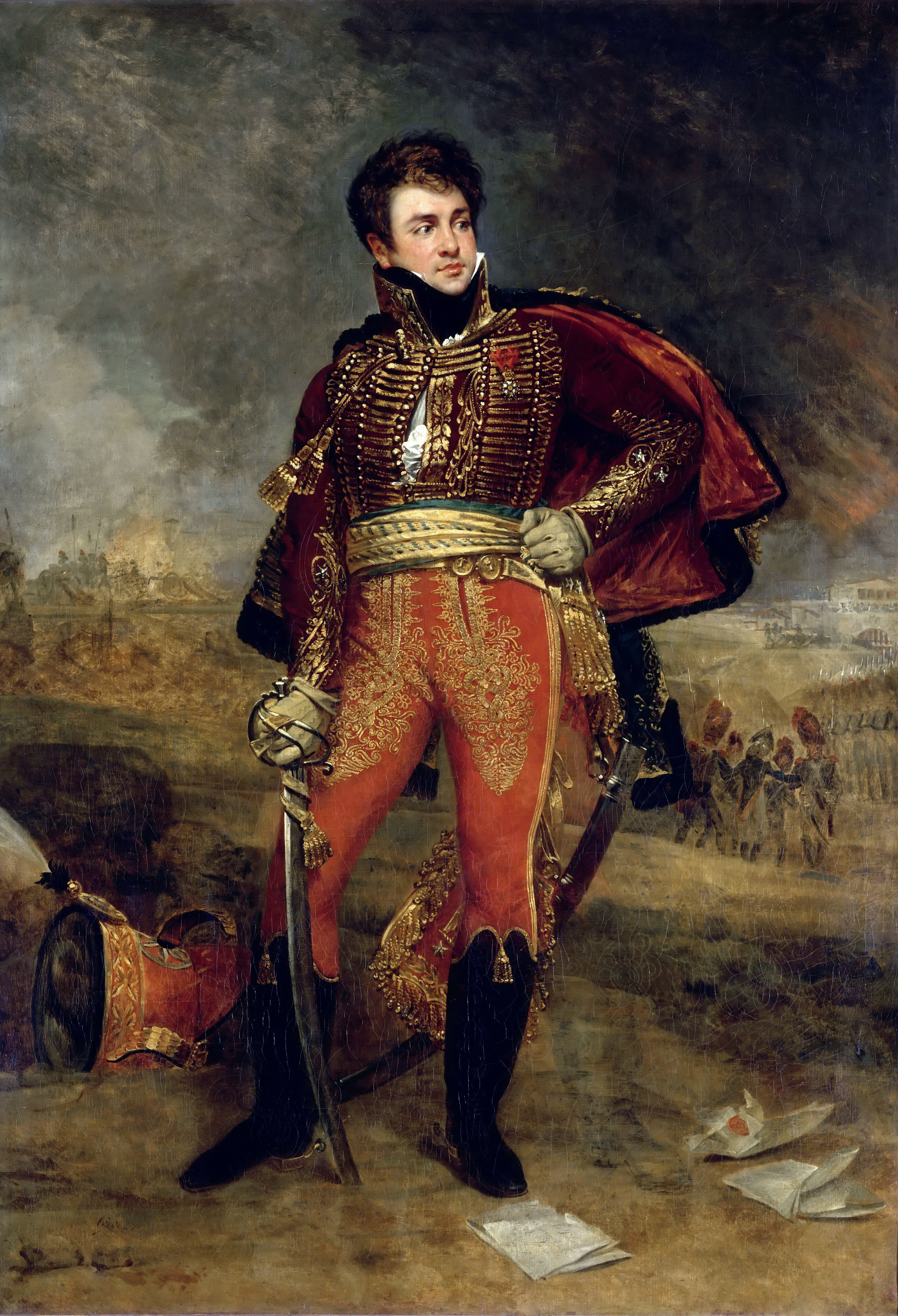
Il gen. François Fournier-Sarlovèze, possibile modello di Feraud (Olio di Antoine-Jean Gros, 1812, Louvre)

Il duello: racconto militare (The Duel: A Military Tale) è un racconto dello scrittore di lingua inglese Joseph Conrad scritto nel 1907 e pubblicato per la prima volta l'anno successivo sulla rivista "Pall Mall Magazine" e quindi nella raccolta Un gruppo di sei (A Set of Six). Il racconto è stato portato sullo schermo da Ridley Scott nel film I duellanti del 1977; dopo di allora alcune traduzioni in lingua italiana del racconto The Duel sono state intitolate "I duellanti".

## Trama
La vita di due ufficiali francesi è condizionata da un grottesco duello iniziato nel 1801 e terminato dopo la Restaurazione. Armand D'Hubert, tenente del 7º Reggimento ussari  di stanza a Strasburgo, viene sfidato a duello dal suo collega Gabriel Feraud il quale si era offeso perché D'Hubert gli aveva comunicato un urgente ordine di servizio durante un'occasione mondana (la presenza di Feraud al salotto della elegante Madame de Lionne). Nonostante la motivazione cervellotica, il codice di onore obbliga D'Hubert ad accettare la sfida. I due ufficiali sono di differente origine sociale (di famiglia aristocratica D'Hubert; figlio di un povero artigiano Feraud) e di differente carattere (riflessivo, generoso e riservato D'Hubert; irruente e vendicativo Feraud). A un primo duello ne seguono altri, allorché i due si incontrano durante gli spostamenti della Grande Armée nelle varie regioni d'Europa. Dopo la Restaurazione, i due ormai ultraquarantenni generali in congedo, si sfidano in un duello alla pistola. D'Hubert ha la meglio su Feraud, lo risparmia, ma lo dichiara "prigioniero sulla parola" obbligandolo a interrompere in avvenire le sfide. Tempo dopo D'Hubert — il quale si è sposato, ha avuto un figlio e paga segretamente una pensione a Feraud — scrive una lettera all'antico rivale annunciandogli di volergli restituire la libertà e chiedendogli di diventare suo amico; ma Feraud gli risponde che non intende riconciliarsi con lui.

## Storia
Il duello fu scritto nel 1907 e pubblicato per la prima volta sul mensile londinese "The Pall Mall Magazine" in cinque puntate, dal numero di gennaio al numero di maggio 1908 col titolo "The Duel: A Military Tale" (Il duello: racconto militare). Nello stesso anno fu pubblicato anche sulla rivista statunitense "The Forum", nel volume XL dal mese di luglio al mese di ottobre 1908, col titolo The Point of Honor: A Military Tale. Sempre nello stesso 1908 apparve nella raccolta di racconti A Set of Six pubblicata in Germania. In una "Author's note" datata 1920, prefazione del volume A Set of Six pubblicato negli USA, Conrad afferma di essere stato ispirato da un breve articolo apparso su un giornale di provincia francese, in cui si ricostruiva la vicenda, finita tragicamente, di due ufficiali napoleonici che si erano affrontati numerose volte nel corso degli anni; nell'articolo non veniva indicata la causa che aveva dato origine alla contesa, e Conrad aveva immaginato che i motivi fossero stati futili. È stato ipotizzato che i protagonisti reali della vicenda siano stati i generali Dupont e Fournier-Sarlovèze. Per Conrad, lo scopo del racconto consisteva soprattutto nella ricostruzione dello "spirit of the epoch" (spirito dell'epoca).

## Edizioni
- The Duel: A Military Tale, illustrated by Russell Flint, The Pall Mall Magazine, Vol. XLI (1908): Jan: pp. 65-77 ;  Feb: pp. 193-204 ; Mar: pp. 321-332; Apr: pp.481-489 May: pp. 615-621, 1908
- The Duel, in: A Set of Six, London: Methuen & Co., 1908, pp. 245-234 (Internet Archive)
- The Duel, in: A Set of Six, Doylestown (Pennsylvania): Wildside press, 1908, pp. 165-268 (Internet Archive)
- Joseph Conrad, Il duello: racconto militare, in Il duello, traduzione di Giacomo Prampolini, Milano, Mursia, 1977.
- I duellanti, traduzione e postfazione di Leonardo Gandi, Collana E/O n.51, Roma, E/o, 1994, ISBN 88-7641-195-X
- I duellanti, traduzione  di Anna Allocca, Collana Narrativa scuola, Novara, Istituto geografico De Agostini, 1996, ISBN 88-415-3315-3
- I duellanti, introduzione di Vito Amoruso, traduzione di Mario Curreli, Collana Superclassici 160, Milano, BUR, 1997, ISBN 88-17-15260-9
- I duellanti, a cura di Renato Alfieri, Collana I libri da leggere, Milano, Einaudi scuola, 2004, ISBN 88-286-0702-5
- Il duello, Testo orig. a fronte, traduzione di Mario Domenichelli, Collana Letteratura Universale n.130, Venezia, Marsilio, 2004, ISBN 88-317-8448-X, ISBN 978-88-317-8448-1
- Il duello, Nuova traduzione e cura di Benedetta Bini, Collana Tascabili, Milano, Bompiani, 2018, ISBN 978-88-452-9573-7.

## Adattamenti
- I duellanti (The Duellists) - film del 1977 diretto da Ridley Scott[9]
- I duellanti - adattamento teatrale di Francesco Niccolini, regia di Alessio Boni e Roberto Aldorasi, con Marcello Prayer e Alessio Boni[10]; per questa interpretazione Alessio Boni ha ottenuto il Premio Flaiano 2016[11].